# Gârbou
Gârbou é uma comuna romena localizada no distrito de Sălaj, na região histórica da Crișana (parte da Transilvânia). A comuna possui uma área de 100.62 km² e sua população era de 2264 habitantes segundo o censo de 2007.